# كأس الأمم الإفريقية 1962

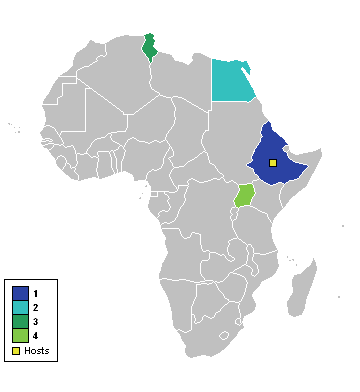
المنتخبات المشاركة

كأس الأمم الإفريقية لكرة القدم 1962 كانت النسخة الثالثة من البطولة الأولى لكرة القدم في إفريقيا. استضافتها إثيوبيا وتمكنت من إحراز الكأس لأول مرة في تاريخها على حساب الجمهورية العربية المتحدة بعد التمديد. قررت تسعة دول دخول غمار المنافسة، من بينهم مصر حاملة اللقب، كان يعني هذا أن مسابقة من أجل التأهل كانت ضرورية. ولكن النهائيات اقتصرت فقط على أربعة منتخبات هي: أوغندا، إثيوبيا، تونس ومصر أو الجمهورية العربية المتحدة كما كانت تسمى من 1958 إلى 1971.
هذه البطولة هي الأعلى في متوسط عدد الأهداف للمبارة من بين بطولات كأس الأمم الإفريقية.

## المنتخبات المشاركة
- إثيوبيا (المستضيف)
- تونس
- أوغندا
- الجمهورية العربية المتحدة (حامل اللقب)

## الأماكن
| أديس أبابا        | 'أديس أبابا' |
| ملعب هايله سيلاسي | 'أديس أبابا' |
| السعة: 30,000     | 'أديس أبابا' |
|                   | 'أديس أبابا' |

## المنافسات
|  | نصف النهائي               | نصف النهائي               |   |                       | نهائي                 | نهائي |  |
|  |                           |                           |   |                       |                       |       |  |
|  | 14 يناير – أديس أبابا     |                           |   |                       |                       |       |  |
|  | إثيوبيا                   | 4                         |   |                       |                       |       |  |
|  | تونس                      | 2                         |   |                       |                       |       |  |
|  |                           |                           |   |                       |                       |       |  |
|  |                           |                           |   |                       | 21 يناير – أديس أبابا |       |  |
|  |                           |                           |   |                       | إثيوبيا (ب.و.إ)       | 4     |  |
|  |                           | الجمهورية العربية المتحدة | 2 |                       |                       |       |  |
|  |                           |                           |   |                       |                       |       |  |
|  |                           |                           |   |                       |                       |       |  |
|  |                           |                           |   |                       | مركز ثالث             |       |  |
|  | 18 يناير – أديس أبابا     | 18 يناير – أديس أبابا     |   | 20 يناير – أديس أبابا | 20 يناير – أديس أبابا |       |  |
|  | الجمهورية العربية المتحدة | 2                         |   | تونس                  | 3                     |       |  |
|  | أوغندا                    | 1                         |   |                       | أوغندا                | 0     |  |

### نصف النهائي
| إثيوبيا                                         | 4–2 | تونس                  |
| ----------------------------------------------- | --- | --------------------- |
| فاسالو 32' (ركلة.)، 75' · تيكلي 36' · ووركو 69' |     | مريشكو 13' · شريف 29' |

| الجمهورية العربية المتحدة      | 2–1 | أوغندا      |
| ------------------------------ | --- | ----------- |
| بدوي عبد الفتاح 50' · سليم 57' |     | بونييزي 16' |

### مباراة المركز الثالث
| تونس                                  | 3–0 | أوغندا |
| ------------------------------------- | --- | ------ |
| الجديدي 3' · العويني 53' · المؤدب 85' |     |        |

### النهائي
| إثيوبيا                                   | 4–2 (ب.و.إ.) | الجمهورية العربية المتحدة |
| ----------------------------------------- | ------------ | ------------------------- |
| تيكلي 74' · ووركو 84'، 118' · فاسالو 101' |              | بدوي عبد الفتاح 35'، 75'  |

## الفائز
| بطل كأس الأمم الأفريقية لكرة القدم 1962 |
| --------------------------------------- |
| · إثيوبيا · للمرة أول                   |

## الهدافين
3 أهداف
| - منغستو ووركو | - بدوي عبد الفتاح |  |

هدفين
- جيرما تيكلي
- لوسيانو فاسالو

هدف
| - إيطالو فاسالو - منصف شريف | - محمد صالح الجديدي - الشاذلي العويني - راشد المؤدب | - عمار مريشكو - جون بونييزي - صالح سليم |

## روابط خارجية
- تفاصيل على RSSSF
- تفاصيل على Soccerbot